# Paz para la Región de Lugansk
Paz para la Región de Lugansk  (en ruso: Мир Луганщине, romanizado: Mir Luganshchine) es el mayor movimiento social de la autoproclamada República Popular de Lugansk, fundado el 6 de octubre de 2014. Más de 100 000 personas forman parte de este movimiento.

## Historia
El movimiento participó en las primeras elecciones generales celebradas el 2 de noviembre de 2014, en las que postuló a Ígor Plotnitski como candidato presidencial y participó en las elecciones para elegir a los miembros del Consejo Popular. En ellas, Plotniski fue electo con el 63,08 % de los votos, mientras que el movimiento obtuvo el 69,42 % de los votos en las elecciones del Consejo Popular, obteniendo 35 escaños.
En las elecciones generales celebradas el 11 de noviembre de 2018, el movimiento postuló a Leonid Pasechnik como candidato presidencial y al igual que la elección anterior, participó en las elecciones para elegir a los miembros del parlamento. Pasechnik obtuvo la victoria al obtener el 68,30 % de los votos y el movimiento mantuvo su mayoría en el parlamento, obteniendo 37 escaños, dos escaños más que la pasada elección.

## Estructura
Leonid Pasechnik es actualmente líder del movimiento desde principios de 2018. Desde su fundación, hasta 2017, el movimiento fue presidido por Ígor Plotnitski. De acuerdo con la información en su página web, sus máximos órganos son el Comité Ejecutivo Republicano y el Comité Republicano. Denis Miroshnichenko, preside el Comité Ejecutivo Republicano desde el 17 de febrero de 2018. El movimiento lleva a cabo siete proyectos.

## Programa
El movimiento defiende la construcción de una Lugansk independiente y democrática, así como también que el país refuerce los lazos con Rusia.